# Kuki
Cet article possède un paronyme, voir Cookie.
Kuki (久喜市, Kuki-shi) est une ville située dans la préfecture de Saitama, au Japon.

## Géographie

### Situation
Kuki est située dans le nord-est de la préfecture de Saitama.

### Démographie
En 2008, la population de Kuki était de 71 168 habitants, répartis sur une superficie de 25,35 km2. En 2010, une importante fusion avec les bourgs de Shōbu, Kurihashi et Washimiya porte la population à 154 273 pour une superficie de 82,40 km2. En avril 2020, la population de Kuki s'élevait à 152 863 habitants.

### Hydrographie
Kuki est bordée au nord-est par le fleuve Tone.

## Histoire
La ville moderne de Kuki a été fondée le 1er octobre 1971.

## Culture locale et patrimoine
- Washinomiya-jinja

## Transports
La ville est desservie par la ligne Utsunomiya de la JR East et les lignes Nikkō et Isesaki de la Tōbu. Les principales gares sont celles de Kuki, Kurihashi et Minami-Kurihashi

## Symboles municipaux
Les symboles de la ville de Kuki sont le ginkgo biloba et le poirier.

## Jumelage
- Roseburg (États-Unis)